# 大頭長頜魚
大頭長頜魚（学名：Mormyrus macrocephalus），為輻鰭魚綱骨舌魚目象鼻魚科的其中一種，其种加词“macrocephalus”意为“大头的”。該物種於1929年由Edgar Barton Worthington描述及命名，分布於非洲烏干達的淡水流域，體長可達32公分。